# Macamito
Paulo Armando Macamo znany jako Macamito (ur. 7 września 1974 w Maputo) – mozambicki piłkarz grający na pozycji pomocnika. W swojej karierze rozegrał 30 meczów i strzelił 2 gole w reprezentacji Mozambiku.

## Kariera klubowa
Całą swoją karierę piłkarską Macamito spędził w klubie CD Maxaquene. Grał w nim od 1994 do 2013. Wraz z Maxaquene wywalczył dwa tytuły mistrza Mozambiku w sezonach 2003 i 2012 oraz zdobył pięć Pucharów Mozambiku w sezonach 1994, 1996, 1998, 2001 i 2010.

## Kariera reprezentacyjna
W reprezentacji Mozambiku Macamito zadebiutował 12 maja 1996 w wygranym 1:0 towarzyskim meczu ze Suazi, rozegranym w Lobambie. Od 1996 do 2007 rozegrał w kadrze narodowej 30 meczów i strzelił 2 gole.